# Simon Hollósy
 Simon Hollósy, född 29 oktober 1857 i Máramarossziget (Kejsardömet Österrikeldag, Rumänien), död 8 maj 1918 i Tiachiv (Österrike-Ungern, ldga Ukraina), var en ungersk målare. 

## Galleri

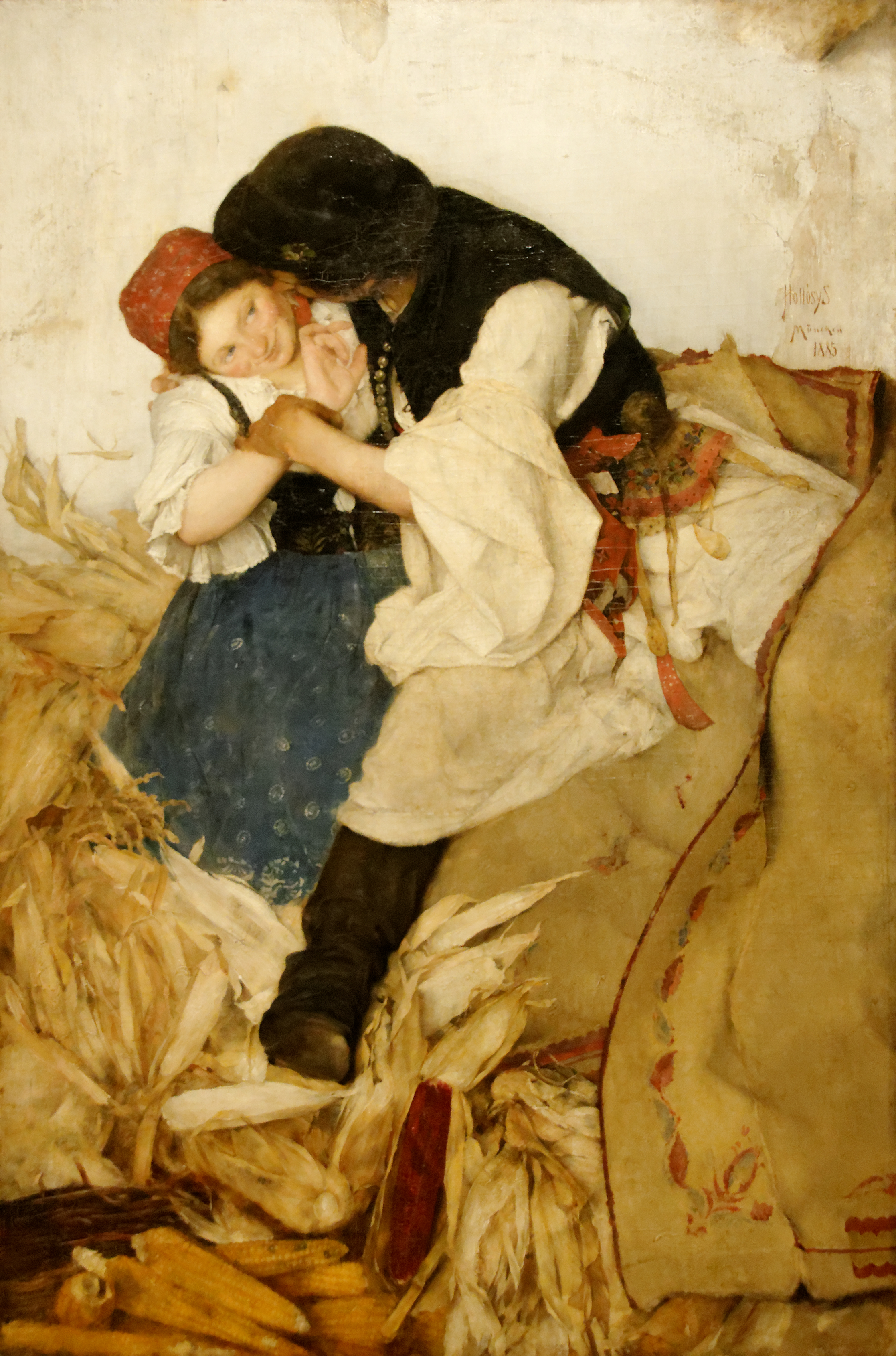
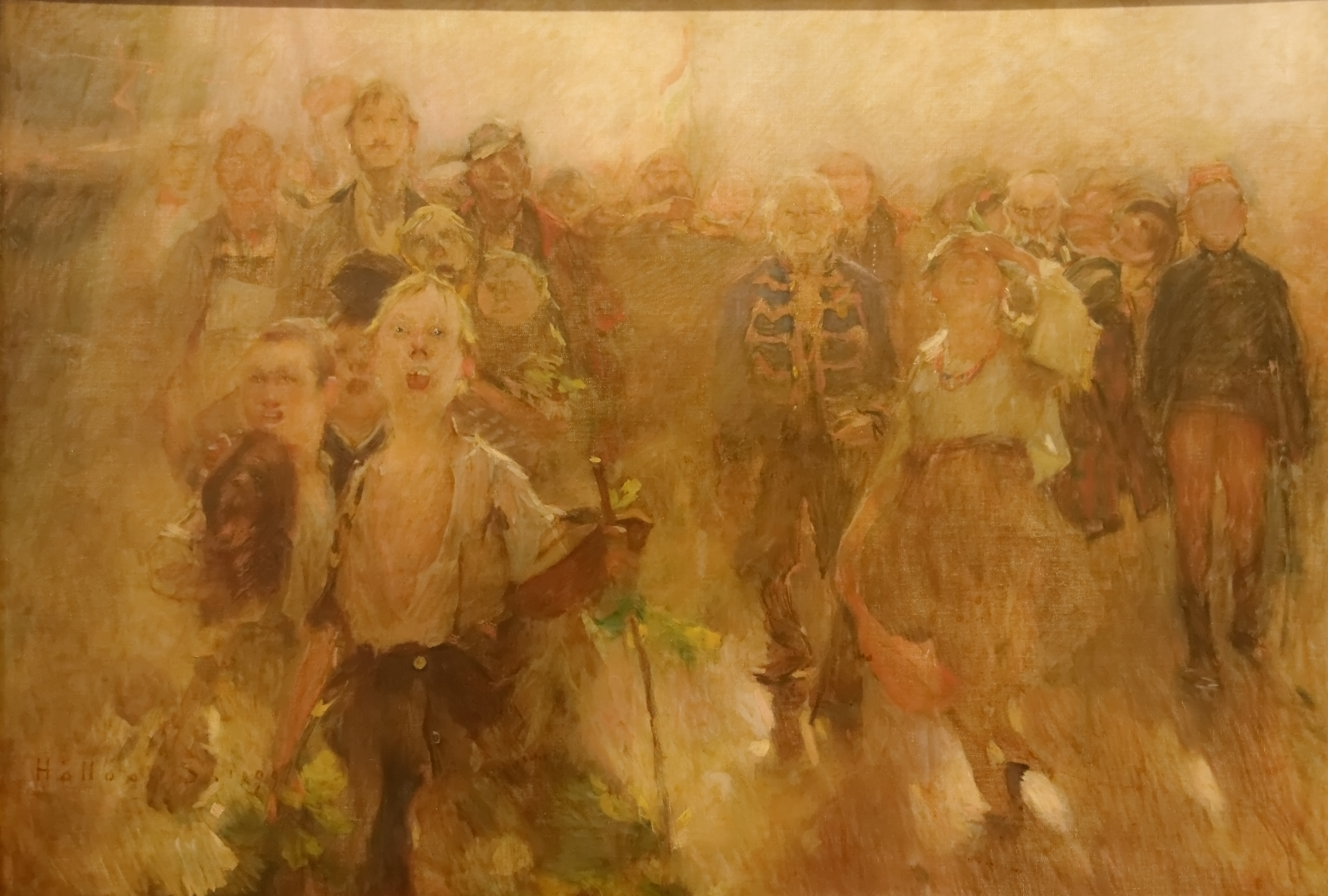